# ロバート・カリュー (1740年没)
ロバート・カリュー（英語: Robert Carew、1715年ごろ – 1740年8月18日）は、アイルランド王国の政治家。1739年から1740年までアイルランド庶民院議員を務めた。

## 略歴
ロバート・カリュー（1681年 – 1721年9月、ロバート・カリューの息子）と妻エリザベス（Elizabeth、旧姓シャップランド（Shapland）、1765年ごろ没、ジョン・シャップランドの娘）の長男として、1715年ごろに生まれた。
1739年から1740年までウォーターフォード・シティ選挙区の代表としてアイルランド庶民院議員を務めた。
1740年8月18日に死去した。子女がおらず、弟シャップランドが遺産を継承した。